# Шаров-Делоне, Сергей Александрович
Сергей Александрович Шаров-Делоне (27 сентября 1956 года — 7 ноября 2019 года) — российский правозащитник, гражданский активист, художник-реставратор и архитектор.

## Биография
Родился 27 сентября 1956 года в семье учёных, двоюродный брат советского диссидента и правозащитника Вадима Николаевича Делоне, одного из участников акции на Красной площади в 1968 году против ввода войск в Чехословакию.
Закончил Московский архитектурный институт. Работал в институте градостроительства, принимал участие в реставрации Саровского монастыря, колесницы Победы на Триумфальной арке в Москве.
Член Комитета 6 мая и рабочей группы общественного расследования событий на Болотной площади 6 мая 2012 года. Выступал общественным защитником обвиняемых по «Болотному делу». Работал в фонде помощи заключённым «Русь Сидящая», курировал Школу общественного защитника.
25 августа 2018 года Шаров-Делоне вместе с Леонидом Гозманом и Анной Красовицкой принял участие в акции на Красной площади, посвящённой 50-летию «Демонстрации семерых». Был задержан и позднее привлечён к административной ответственности за плакат в память о демонстрации.
Автор монографии о владимирской архитектуре «Люди и камни Северо-Восточной Руси. XII век».
Скончался после тяжёлой болезни 7 ноября 2019 года в Москве. Похоронен на Востряковском кладбище.

## Премии
- В 2017 году стал лауреатом премии Московской Хельсинкской группы в области защиты прав человека[4].